# WP Indústria e Comércio de Plástico Reforçado
WP Indústria e Comércio de Plástico Reforçado Ltda. war ein brasilianischer Hersteller von Automobilen.

## Unternehmensgeschichte
Das Unternehmen hatte seinen Sitz in São Paulo. 1986 begann die Produktion von Automobilen und Kit Cars, die als Leblon vermarktet wurden. 1993 endete die Produktion. Carrera setzte die Fertigung eines Modells fort.

## Fahrzeuge
Als erstes Fahrzeug wurde 1986 eine Mischung aus Sportwagen und VW-Buggy auf einer Automobilausstellung präsentiert. Sie ähnelte dem Vega von Acquatec. Die Basis bildete das ungekürzte Fahrgestell vom VW Brasília. Darauf wurde eine offene türlose Karosserie aus Fiberglas montiert. Die Scheinwerfer stammten vom Fiat 147 und die Rückleuchten vom Chevrolet Chevette. Ebenfalls 1986 erschien der Caribe. Das zweitürige und viersitzige Fahrzeug ähnelte mehr dem Jeep und war sowohl als Cabriolet als auch mit Targadach erhältlich. Der luftgekühlte Vierzylinder-Boxermotor stammte von Volkswagen do Brasil.
1989 kam mit dem Dunas ein üblicher Buggy dazu, woraufhin das erste Modell den Zusatz Street erhielt. Ab 1990 stand auch Zubehör wie Spoiler im Angebot. Später kam die Nachbildung des MG A auf VW-Basis mit Heckmotor dazu.